# Окситрифторид ниобия(V)
Окситрифторид ниобия(V) — неорганическое соединение, оксосоль металла ниобия и плавиковой кислоты с формулой NbOF3, 
бесцветные кристаллы.

## Получение
- Нагревание оксида ниобия(V) в токе фтористого водорода:

{\displaystyle {\mathsf {Nb_{2}O_{5}+6HF\ {\xrightarrow {T}}\ 2NbOF_{3}+3H_{2}O}}}
- Сплавление оксида ниобия(V) с фторида кальция в токе хлористого водорода:

{\displaystyle {\mathsf {Nb_{2}O_{5}+3CaF_{2}+6HCl\ {\xrightarrow {T}}\ 2NbOF_{3}+2CaCl_{2}+3H_{2}O}}}

## Физические свойства
Окситрифторид ниобия(V) образует бесцветные двулучепреломляющие кристаллы.